# Štefan Príboj
Štefan Príboj nebo Štefan Priboj (maďarsky Priboj István; 2. května 1894 Újpest – 27. října 1957 Žilina) byl maďarský a slovenský fotbalový útočník a trenér. Je pohřben v Žilině.

## Fotbalová kariéra
Hrál za Újpest FC, I. ČsŠK Bratislava, AC Sparta Praha a ŠK Žilina. Amatérský mistr Československa 1927 a 1930. Reprezentoval Maďarsko v letech 1919–1925 v 6 utkáních a dal 3 góly. Byl nejlepším střelcem maďarské ligy v ročníku 1922/23 s 25 brankami. V maďarské lize dal za Újpest 80 branek ve 109 startech.

## Trenérská kariéra
V letech 1935–1937 trénoval ŠK Žilina a v letech 1940–1941 reprezentaci Slovenska.